# Deventer
Deventer település és község Hollandia Overijssel tartományban.  Lakosainak száma 101 236 fő (2021. január 1.). Deventer Rijssen-Holten, Lochem és Voorst községekkel határos.

## Népesség
A település népességének változása:
| Lakosok száma | 9621 | 15 258 | 17 827 | 26 212 | 36 221 | 56 556 | 67 471 | 99 166 | 99 653 | 101 236 |
|               | 1815 | 1849   | 1869   | 1899   | 1930   | 1960   | 1990   | 2016   | 2018   | 2021    |

## Háztartások száma
Deventer háztartásainak száma az elmúlt években az alábbi módon változott:
| Háztartások száma | 44 751 | 44 707 | 44 583 | 44 455 | 43 906 | 44 288 |
|                   | 2010   | 2011   | 2012   | 2013   | 2014   | 2015   |

## Közlekedés
A városban két vasútállomás (Deventer és Deventer Colmschate) mükodik. 